# Bommasandra
Bommasandra é uma vila no distrito de Bangalore, no estado indiano de Karnataka.

## Demografia
Segundo o censo de 2001, Bommasandra tinha uma população de 7 570 habitantes, sendo 58% do sexo masculino e 42% do sexo feminino. A vila tem uma taxa de alfabetização de 72%, superior à média nacional de 59,5%; a alfabetização no sexo masculino é de 80% e no sexo feminino é de 61%. 15% da população está abaixo dos 6 anos de idade.